# تاريخ الحزب الشيوعي الأمريكي
يتمتع تاريخ الحزب الشيوعي الأمريكي بجذور راسخة في تاريخ الحركة العمالية الأمريكية، إذ لعب الحزب أدوارًا حاسمة في النضالات المبكرة لتنظيم العمال الأمريكيين في شكل نقابات بالإضافة إلى أدواره اللاحقة في ما يخص الحقوق المدنية والحركات المناهضة للحرب. مع ذلك، اضطر العديد من الشيوعيين إلى العمل خفية، بسبب ارتفاع مستوى القمع السياسي في الولايات المتحدة ضد الشيوعيين.
ساهم فهم الشيوعيين العلمي لطبيعة الصراع الطبقي في تمكين الشيوعيين ليكونوا الجهات المنظمة الأكثر فاعلية، وهي ميزة أُطلق عليها مسمى «الشيوعية الإضافية». أُصيب تأثير الحركة العمالية على التنمية الاقتصادية والسياسية بحالة من الركود، ومن ثم انهار في وقت لاحق، في أعقاب طرد الشيوعيين من الاتحاد الأمريكي للعمال ومجلس المنظمات الصناعية عام 1948. عانى الحزب الشيوعي بشدة في الفترة التي تلت المكارثية، إذ نفذت فيها حكومة الولايات المتحدة قمعًا جماعيًا علنيًا ضد الشيوعيين، وشنت في الوقت نفسه حملة دعائية قومية أشعلت الحرب الباردة ضد الاتحاد السوفيتي، وهو الأمر الذي سيهيمن على السياسة الخارجية الأمريكية لبقية القرن.
أنهت حكومة الولايات المتحدة أعمالها التجسسية وعنفها الشرطي ضد الحزب الشيوعي، وذلك بعد تفكك الاتحاد السوفيتي عام 1991، ولكن الحزب دخل في انقسام آخر حول الخلافات المتعلقة بالتكيف مع فترة ما بعد الاتحاد السوفيتي. لا يزال الحزب الشيوعي نشطًا، غير أنه لم يسترد حتى الآن نفوذه الذي تمتع به خلال ذروته في ثلاثينيات القرن العشرين وأربعينياته.

## نبذة تاريخية

### 1919-1921: التكوين والتاريخ المبكر
كان حزب العمال الاشتراكي أول حزب سياسي اشتراكي في الولايات المتحدة، إذ تشكل في عام 1876، كما كان عنصرًا فعالًا في الحركة الاشتراكية الدولية لسنوات عديدة. سيطر دانيال دي ليون، بحلول منتصف تسعينيات القرن التاسع عشر، على الحزب وأدت آراؤه الراديكالية إلى استياء واسع النطاق بين الأعضاء، ما أدى إلى تشكيل الحزب الاشتراكي الأمريكي ذي التوجه الإصلاحي في مطلع القرن العشرين. نشأ توجه يساري داخل الحزب الاشتراكي تدريجيًا، الأمر الذي أثار ذعر العديد من قادة الحزب.
دعا فلاديمير لينين، في يناير عام 1919، يسار الحزب الاشتراكي للانضمام إلى الشيوعية الدولية (الكومنترن). استعد يسار الحزب الاشتراكي، خلال ربيع عام 1919، مدعومًا بالانضمام الكبير للأعضاء الجدد من البلدان المشاركة في الثورة الروسية، لانتزاع السيطرة من الاشتراكيين المعتدلين الذين مثلوا الفصيل الأصغر. جرت الموافقة على استفتاء للانضمام إلى الكومنترن بتأييد 90% من الأعضاء، ولكن القيادة آنذاك طمست النتائج. أسفرت انتخابات اللجنة التنفيذية الوطنية للحزب عن انتخاب 12 يساريًا من أصل 15 مرشحًا. أُطلقت دعوات لطرد المعتدلين من الحزب. رد المعتدلون عليهم بطرد العديد من التنظيمات الحكومية، وستة اتحادات لغوية والعديد من الأعضاء المحليين من ثلثي الأعضاء.
دعا الحزب الاشتراكي بعد ذلك إلى عقد مؤتمر طارئ في 30 أغسطس 1919. خطط يسار الحزب، في مؤتمر خاص به في يونيو، لاستعادة السيطرة على الحزب من خلال إرسال وفود، من فصائل الحزب التي طُردت، إلى المؤتمر للمطالبة بأن يكون لهم مقاعد في الحزب. رغم ذلك، لم تهتم الاتحادات اللغوية، التي انضم إليها تشارلز إميل روثنبرغ ولويس سي. فراينا، بهذه المجهودات وشكلت حزبها الخاص، الحزب الشيوعي الأمريكي، في مؤتمر منفصل عُقد يوم 1 سبتمبر 1919.  استمرت، في الوقت نفسه، الخطط بقيادة جون ريد وبنجامين جيتلو لعرقلة إقامة مؤتمر الحزب الاشتراكي. حذر المسئولون عن الحزب اليساريين، ومن ثم استدعوا الشرطة التي اضطُرت إلى طردهم من القاعة. انسحب بقية المندوبين اليساريين واجتمعوا مع المطرودين وشكلوا حزب العمال الشيوعي في 30 أغسطس 1919.
لم يكن الكومنترن سعيدًا بوجود حزبين شيوعيين، وفي يناير 1920 أرسل أمرًا يقضي بدمج الحزبين، اللذين تألفا من نحو 12,000 عضو، تحت اسم الحزب الشيوعي المتحد، واتباع خطى الحزب الذي أُسس في موسكو. امتثل جزء من الحزب الشيوعي الأمريكي بقيادة روثنبرغ وجاي لوفستون للأمر، بينما استمر فصيل سياسي بقيادة نيكولاس آي. هورويتش وألكسندر بيتلمان في العمل بشكل مستقل بوصفه الحزب الشيوعي الأمريكي. أدى توجيه أكثر حزمًا من الكومنترن إلى الإيفاء بالغرض في نهاية المطاف، واندمجت الأحزاب في مايو 1921. كانت اللغة الإنجليزية هي اللغة الأم لخمسة في المئة فقط من أعضاء الحزب الذي تشكل حديثًا. جاء العديد من الأعضاء من صفوف اتحاد العمال الصناعيين في العالم (آي دبليو دبليو).

### 1919-1923: الخوف الأحمر والحزب الشيوعي الأمريكي
تعرض الحزب الشيوعي الأمريكي منذ نشأته لهجوم من حكومات الولايات والحكومات الفيدرالية وبعد ذلك من مكتب التحقيقات الفيدرالي. في عام 1919، بعد سلسلة من التفجيرات، غير المنسوبة لجهة ما، ومحاولات اغتيال لمسؤولين حكوميين وقضاة (نُسبت في ما بعد إلى أتباع الأناركي الراديكالي لويجي جالياني)، بدأت وزارة العدل برئاسة المدعي العام ألكساندر ميتشل بالمر، بموجب القانون المتعلق بإثارة الفتنة لعام 1918، باعتقال آلاف الأجانب من أعضاء الحزب، ورحلت الحكومة لاحقًا الكثير منهم. اضطُر الحزب الشيوعي إلى العمل سرًّا واستعمال أسماء مستعارة وعقد اجتماعات سرية في محاولة للتهرب من السلطات.
كان الحزب يعمل في الخفاء إلى حد كبير. عاد إلى الظهور في الأيام الأخيرة من عام 1921 كحزب سياسي قانوني يُسمى حزب العمال الأمريكي. أصبح الحزب أكثر جرأة وعلانية مع انحسار الخوف الأحمر وعمليات الترحيل في أوائل عشرينيات القرن العشرين. مع ذلك، ظل جزء من الحزب يعمل في الخفاء بشكل دائم، وأصبح يعرف باسم «جهاز الحزب الشيوعي الأمريكي السري». في هذه الفترة، قيل إن المهاجرين من أوروبا الشرقية لعبوا دورًا بارزًا في الحزب الشيوعي. كانت أغلبية أعضاء الحزب الاشتراكي من المهاجرين وكانت نسبة «ساحقة» من الحزب الشيوعي تتألف من المهاجرين الجدد.